# 스페인 인판타 베아트리스
스페인 인판타 베아트리스(Infanta Beatriz of Spain, 1909년 6월 22일 ~ 2002년 11월 22일)는 스페인의 국왕 알폰소 13세와 빅토리아 에우게니 폰 바텐베르크의 딸이다.